# Маріно Дефенді
Маріно Дефенді (італ. Marino Defendi, нар. 19 серпня 1985, Бергамо) — італійський футболіст, півзахисник клубу «Тернана».
Виступав, зокрема, за клуби «Аталанта» та «Барі», а також молодіжну збірну Італії.

## Клубна кар'єра
Народився 19 серпня 1985 року в місті Бергамо. Вихованець футбольної школи клубу «Аталанта». Дорослу футбольну кар'єру розпочав 2004 року в основній команді того ж клубу, в якій провів чотири сезони, взявши участь у 55 матчах чемпіонату. 
Згодом з 2008 по 2011 рік грав у складі команд «К'єво», «Аталанта», «Лечче» та «Гроссето».
Своєю грою за останню команду привернув увагу представників тренерського штабу клубу «Барі», до складу якого приєднався 2011 року. Відіграв за команду з Барі наступні п'ять сезонів своєї ігрової кар'єри. Більшість часу, проведеного у складі «Барі», був основним гравцем команди.
До складу клубу «Тернана» приєднався 2016 року. Станом на 6 травня 2022 року відіграв за тернійську команду 178 матчів в національному чемпіонаті.

## Виступи за збірні
У 2001 році дебютував у складі юнацької збірної Італії (U-15), загалом на юнацькому рівні взяв участь у 18 іграх.
Протягом 2005–2006 років залучався до складу молодіжної збірної Італії. На молодіжному рівні зіграв у 10 офіційних матчах.

## Статистика виступів

### Статистика клубних виступів
| Сезон                | Команда              | Чемпіонат            | Чемпіонат | Чемпіонат | Національний кубок | Національний кубок | Національний кубок | Континентальні кубки | Континентальні кубки | Континентальні кубки | Інші змагання | Інші змагання | Інші змагання | Усього | Усього |
| Сезон                | Команда              | Ліга                 | Ігор      | Голів     | Ліга               | Ігор               | Голів              | Ліга                 | Ігор                 | Голів                | Ліга          | Ігор          | Голів         | Ігор   | Голів  |
| -------------------- | -------------------- | -------------------- | --------- | --------- | ------------------ | ------------------ | ------------------ | -------------------- | -------------------- | -------------------- | ------------- | ------------- | ------------- | ------ | ------ |
| 2004–05              | «Аталанта»           | A                    | 1         | 0         | КІ                 | 0                  | 0                  | -                    | -                    | -                    | -             | -             | -             | 1      | 0      |
| 2005–06              | «Аталанта»           | B                    | 31        | 4         | КІ                 | 4                  | 1                  | -                    | -                    | -                    | -             | -             | -             | 35     | 5      |
| 2006–07              | «Аталанта»           | A                    | 17        | 1         | КІ                 | 2                  | 0                  | -                    | -                    | -                    | -             | -             | -             | 19     | 1      |
| 2007-січ. 2008       | «Аталанта»           | A                    | 6         | 0         | КІ                 | 1                  | 0                  | -                    | -                    | -                    | -             | -             | -             | 7      | 0      |
| січ.-черв. 2008      | «К'єво»              | B                    | 4         | 0         | КІ                 | -                  | -                  | -                    | -                    | -                    | -             | -             | -             | 4      | 0      |
| 2008–09              | «Аталанта»           | A                    | 19        | 0         | КІ                 | 1                  | 0                  | -                    | -                    | -                    | -             | -             | -             | 20     | 0      |
| 2009–10              | «Лечче»              | B                    | 26        | 3         | КІ                 | 2                  | 1                  | -                    | -                    | -                    | -             | -             | -             | 28     | 4      |
| 2010-січ. 2011       | «Аталанта»           | B                    | 0         | 0         | КІ                 | 1                  | 0                  | -                    | -                    | -                    | -             | -             | -             | 1      | 0      |
| Усього за «Аталанта» | Усього за «Аталанта» | Усього за «Аталанта» | 74        | 5         |                    | 9                  | 1                  |                      | -                    | -                    |               | -             | -             | 83     | 6      |
| січ.-черв. 2011      | «Гроссето»           | B                    | 18        | 1         | КІ                 | -                  | -                  | -                    | -                    | -                    | -             | -             | -             | 18     | 1      |
| 2011–12              | «Барі»               | B                    | 26        | 0         | КІ                 | 1                  | 0                  | -                    | -                    | -                    | -             | -             | -             | 27     | 0      |
| 2012–13              | «Барі»               | B                    | 35        | 2         | КІ                 | 1                  | 0                  | -                    | -                    | -                    | -             | -             | -             | 36     | 2      |
| 2013–14              | «Барі»               | B                    | 36+3      | 5         | КІ                 | 2                  | 0                  | -                    | -                    | -                    | -             | -             | -             | 41     | 5      |
| 2014–15              | «Барі»               | B                    | 32        | 0         | КІ                 | 1                  | 0                  | -                    | -                    | -                    | -             | -             | -             | 33     | 0      |
| 2015–16              | «Барі»               | B                    | 30+1      | 2         | КІ                 | 1                  | 1                  | -                    | -                    | -                    | -             | -             | -             | 32     | 3      |
| лип.-серп.2016       | «Барі»               | B                    | 0         | 0         | КІ                 | 2                  | 0                  | -                    | -                    | -                    | -             | -             | -             | 2      | 0      |
| Усього за «Барі»     | Усього за «Барі»     | Усього за «Барі»     | 159+4     | 9         |                    | 8                  | 1                  |                      | -                    | -                    |               | -             | -             | 171    | 10     |
| серп.2016–17         | «Тернана»            | B                    | 31        | 1         | КІ                 | -                  | -                  | -                    | -                    | -                    | -             | -             | -             | 31     | 1      |
| 2017–18              | «Тернана»            | B                    | 38        | 2         | КІ                 | 1                  | 0                  | -                    | -                    | -                    | -             | -             | -             | 39     | 2      |
| 2018–19              | «Тернана»            | C                    | 30        | 3         | КІ+CI-C            | 3+1                | 1+0                | -                    | -                    | -                    | -             | -             | -             | 34     | 4      |
| 2019–20              | «Тернана»            | C                    | 18+4      | 0         | CI-C               | 6                  | 0                  | -                    | -                    | -                    | -             | -             | -             | 28     | 0      |
| 2020–21              | «Тернана»            | C                    | 31        | 3         | КІ                 | 0                  | 0                  | -                    | -                    | -                    | SC-C          | 2             | 0             | 33     | 3      |
| 2021–22              | «Тернана»            | B                    | 30        | 2         | КІ                 | 2                  | 0                  | -                    | -                    | -                    | -             | -             | -             | 32     | 2      |
| 2022–23]             | «Тернана»            | B                    | 0         | 0         | КІ                 | 1                  | 0                  |                      | -                    | -                    |               | -             | -             | 1      | 0      |
| Усього за «Тернана»  | Усього за «Тернана»  | Усього за «Тернана»  | 178+4     | 11        |                    | 14                 | 1                  |                      | -                    | -                    |               | 2             | 0             | 198    | 12     |
| Усього за кар'єру    | Усього за кар'єру    | Усього за кар'єру    | 459+8     | 29        |                    | 33                 | 4                  |                      | -                    | -                    |               | 2             | 0             | 501    | 33     |